# Adam im Islam

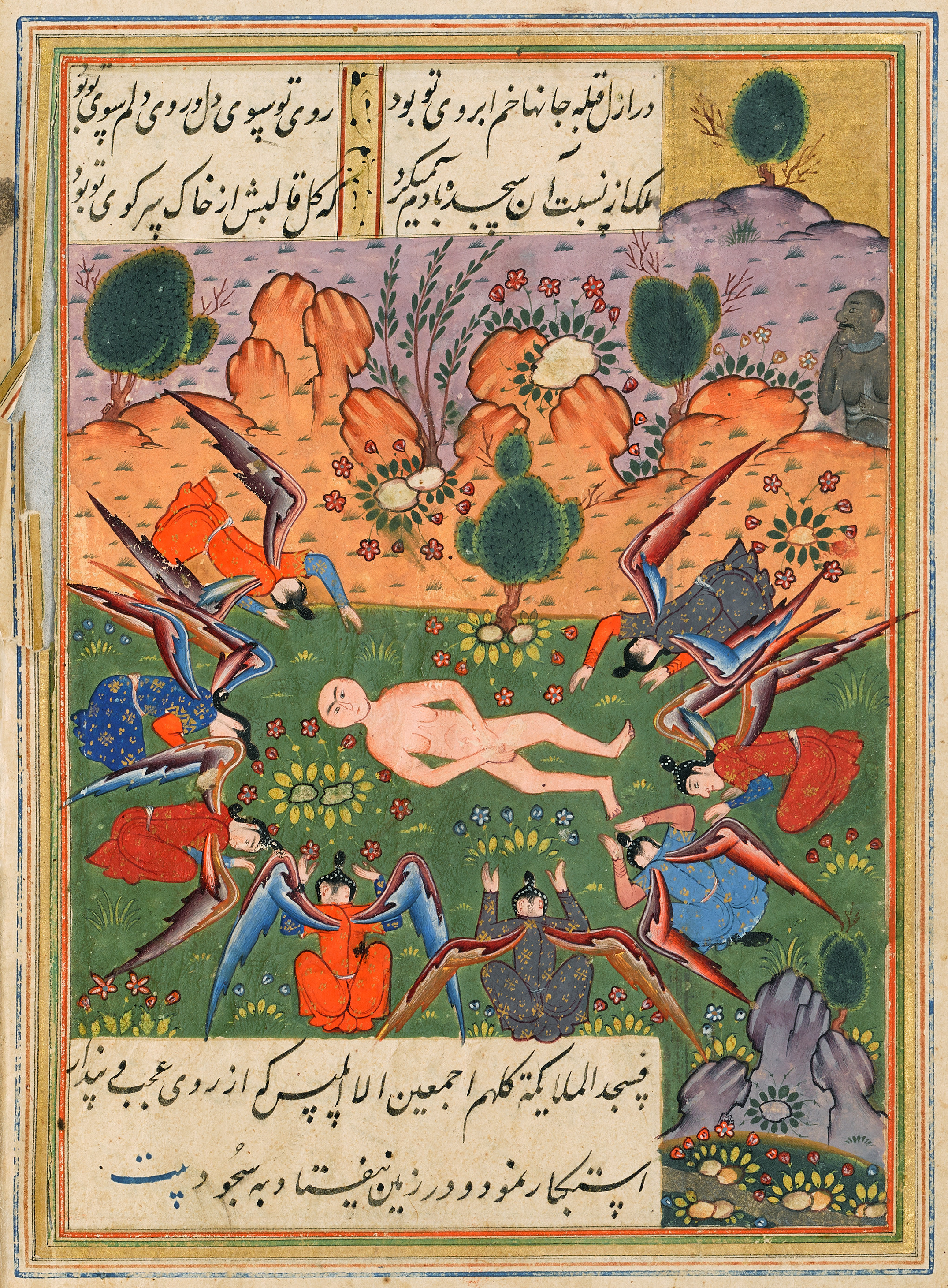
Adam und die sich niederwerfenden Engel, Illustration aus einer persischen Handschrift des 16. Jahrhunderts

Adam (arabisch آدم, DMG Ādam) gilt im Islam nicht nur als Vater der Menschheit, sondern auch als ein wichtiger Prophet. Er wird an 18 Stellen im Koran erwähnt. Die Menschen werden ihrerseits im Koran als „die Kinder Adams“ (banū Ādam) bezeichnet (z. B. Sure 17:70). In den Hadith-Sammlungen, den Korankommentaren, den Werken der islamischen Geschichtsschreibung sowie besonders in der Qisas al-anbiyāʾ-Literatur werden die koranischen Aussagen über Adam durch zahlreiche Legenden, die zum Teil aus der jüdischen Tradition stammen, ergänzt. Adams Name wird von den Koranexegeten damit erklärt, dass Gott ihn aus der Oberfläche (adīm) der Erde erschaffen haben soll.

## Adam im Koran
Sure 2,30-37

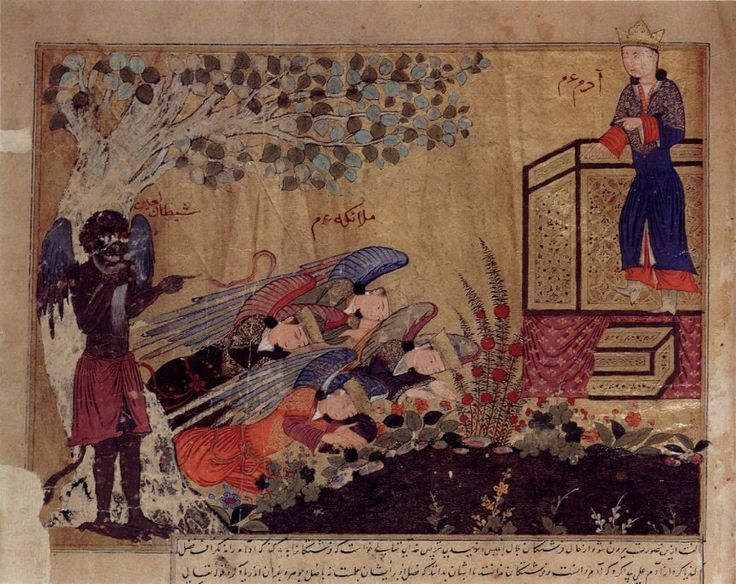
Die Engel werfen sich vor Adam nieder, mit Ausnahme von Satan, der sich weigert. Illustration in einer persischen Übersetzung von at-Tabarīs Weltchronik aus dem Jahre 1416, heute im Museum des Topkapı-Palast in Istanbul.

In Sure 2:30-37 wird von der Erschaffung Adams und seiner Vertreibung aus dem Paradies berichtet. Gott kündigt den Engeln an, dass er einen Stellvertreter (chalīfa) auf Erden einsetzen werde. Nach Verwunderung der Engel erschafft Gott Adam und lehrt ihn die Namen aller Dinge. Dieses Wissen zeichnet ihn vor den Engeln aus, denn die Engel kennen die Namen der Dinge nicht (2:31-33). Die Engel werden anschließend von Gott dazu aufgefordert, sich vor Adam niederzuwerfen, was diese mit Ausnahme von Iblis, der zu den Ungläubigen gehört, auch tun (2:34). Gott lässt Adam und seine Frau den Garten bewohnen, erlaubt ihnen, von allen Früchten des Gartens zu essen, mit Ausnahme eines bestimmten Baumes, der ihnen verboten ist (2:35). Satan verführt die beiden, das Gebot zu übertreten, woraufhin sie von Gott vertrieben und auf der Erde ausgesetzt werden (2:36). Adam erhält jedoch anschließend von Gott bestimmte Worte, und Gott wendet sich ihm wieder gnädig zu (2:37).
Sure 20,115-122
Die Vertreibung von Adam und Eva aus dem Paradies wird außerdem in Sure 20:115-122 behandelt. Zunächst wird darauf hingewiesen, dass Gott Adam eine Verpflichtung auferlegte, die dieser jedoch vergessen habe (20:115). Dazu wird erzählt, dass die Engel einst auf Gottes Befehl vor Adam niederfielen, außer Iblīs (20:116). Gott warnte daraufhin Adam vor Iblīs und den negativen Folgen einer Vertreibung aus dem Paradies (20:117-119). Satan jedoch flüsterte Adam ein, vom „Baum der Unsterblichkeit und der Herrschaft, die nicht vergeht“ (šaǧarat al-ḫuld wa-mulk lā yablā) zu kosten (20:120); siehe dazu auch Baum der Erkenntnis und Baum des Lebens. Nachdem die beiden von dem Baum gegessen haben, wird ihnen ihre Scham (wörtl. Schlechtigkeit) bewusst, und sie beginnen, Blätter des Paradieses über sich zusammenzuheften. Obwohl Adam ungehorsam gegenüber seinem Herrn gewesen ist, (20:121) erwählt ihn dieser, wendet sich ihm wieder zu und leitet ihn recht (20:122).
Sure 7,11-27

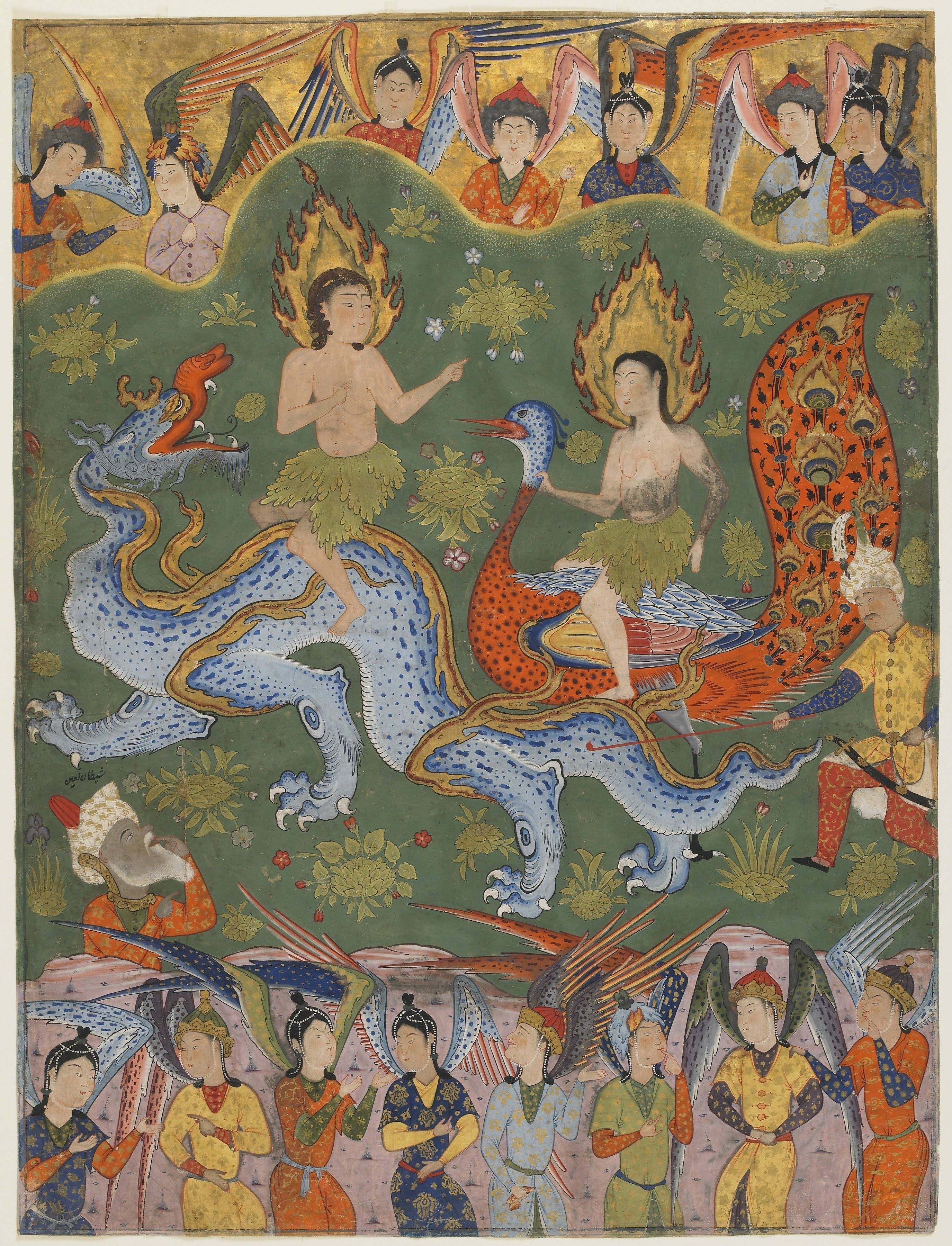
Vertreibung von Adam und Eva aus dem Paradies, Illustration aus einem Fāl-Nāma der Safawidenzeit

Ein drittes Mal findet sich die Erzählung über Adam und Iblīs in Sure 7:11-27. Iblīs verweigert hier die Prosternation vor Adam mit dem Hinweis, dass er besser sei als Adam, weil er aus Feuer erschaffen sein, Adam jedoch aus Erde (7:12). Daraufhin wird er von Gott aus dem Paradies verwiesen, erbittet sich aber Aufschub bis zum Tag des jüngsten Gerichts, um nun zu versuchen, die Menschen ebenfalls abirren zu lassen (7:13-18). Satan flüstert Adam und seiner Frau ein, von dem verbotenen Baum zu essen, diesmal mit dem Argument, dass Gott mit dem Verbot nur verhindern wolle, dass sie unsterbliche Wesen würden (7:20). Die beiden lassen sich verführen und werden, nachdem sie bereut und um Vergebung gebeten haben, von Gott auf die Erde hinabgestürzt, wo sie als Sterbliche leben dürfen (7:21-25). Die Menschen als Söhne Adams (banū Ādam) werden schließlich gewarnt, ihre Blöße zu bedecken und sich nicht von Satan verführen zu lassen, damit es ihnen nicht ergeht wie ihren Eltern, als diese aus dem Paradies vertrieben wurden (7:26-27).
Weitere Stellen
Adam wird noch an verschiedenen anderen Stellen im Koran kurz erwähnt. Für das spätere islamische Bild von dieser Figur war noch die Aussage in Sure 3:33 sehr wichtig, dass Gott Adam zusammen mit Noah, der Familie Abrahams und der Familie Amrams erwählt habe.

## Adam in der islamischen Tradition
Bei der Exegese der verschiedenen koranischen Stellen, die sich mit Adam befassen, haben die muslimischen Gelehrten schon früh die mündliche Tradition des Judentums, wie sie in Talmud und Midrasch festgehalten ist, herangezogen. Auf diese Weise haben auch verschiedene Elemente aus dem Alten Testament Eingang in die islamische Adam-Überlieferung gefunden, die im Koran nicht enthalten sind. Hierzu gehören insbesondere der Name Evas, der im Koran nicht erwähnt ist, sowie die Schlange aus dem biblischen Sündenfallbericht, die ebenfalls im Koran nicht vorkommt. Nach den Koranexegeten az-Zamachscharī und al-Baidawi verbarg sich Satan im Kopf der Schlange, um so nach seinem Sturz erneut in das Paradies gelangen zu können.  Insgesamt wurde in der islamischen Tradition das Bild Adams mit vielen legendenhaften Elementen angereichert.

### Adams Erschaffung und Gestalt
Ein weit verbreitetes Hadith berichtet, dass Gott Adam an einem Freitag erschaffen habe. Nach einer Überlieferung im Ṣaḥīḥ von Muhammad ibn ʿĪsā at-Tirmidhī erschuf er Adam „mit seiner Hand aus einer Handvoll Erde, die er von der ganzen Welt nahm, von der Ebene und vom Gebirge, schwarze, weiße und rote Erde.“ Mit der unterschiedlichen Herkunft der Erde, die Gott bei der Erschaffung Adams verwendete, werden auch die verschiedenen Farben der Menschen erklärt. In einer Überlieferung, die ath-Thaʿlabī (gest. 1036) anführt, werden die Herkunftsorte der Erde, aus denen Gott Adam erschuf, noch weiter konkretisiert:

„Den Kopf und die Stirn Adams erschuf er aus der Erde der Kaaba, seine Brust und seinen Rücken aus der Erde Jerusalems, seine Schenkel aus der Erde des Jemen, seine Waden aus der Erde Ägyptens, seine Füße aus der Erde des Hidschaz, seine rechte Hand aus der Erde des Ostens, seine linke Hand aus der des Westens.“

Mit dieser Überlieferung wird eine Parallele zwischen Mikrokosmos und Makrokosmos hergestellt, denn „die bedeutendsten Bestandteile in Adams Körper sind aus Erde von den Zentren der [islamischen] Welt entstanden.“
Nach übereinstimmender islamischer Überlieferung hatte Adam eine Länge von 60 Ellen. Nach einem kanonischen Hadith, der in verschiedenen Varianten auf Abū Huraira zurückgeführt wird, wurde er bereits von Gott mit dieser Länge erschaffen. In den nachfolgenden Generationen soll dann die Körpergröße der Menschen kontinuierlich abgenommen haben, aber jeder, der ins Paradies eingeht, soll wieder die Gestalt von Adam haben, also 60 Ellen lang sein. Nach anderen Überlieferungen war Adam ursprünglich sogar noch erheblich größer und wurde erst nach dem Sündenfall auf die Länge von 60 Ellen verkürzt. Siehe dazu auch Riesen in der Bibel und Tora.

### Landung auf der Erde und Wanderung nach Mekka

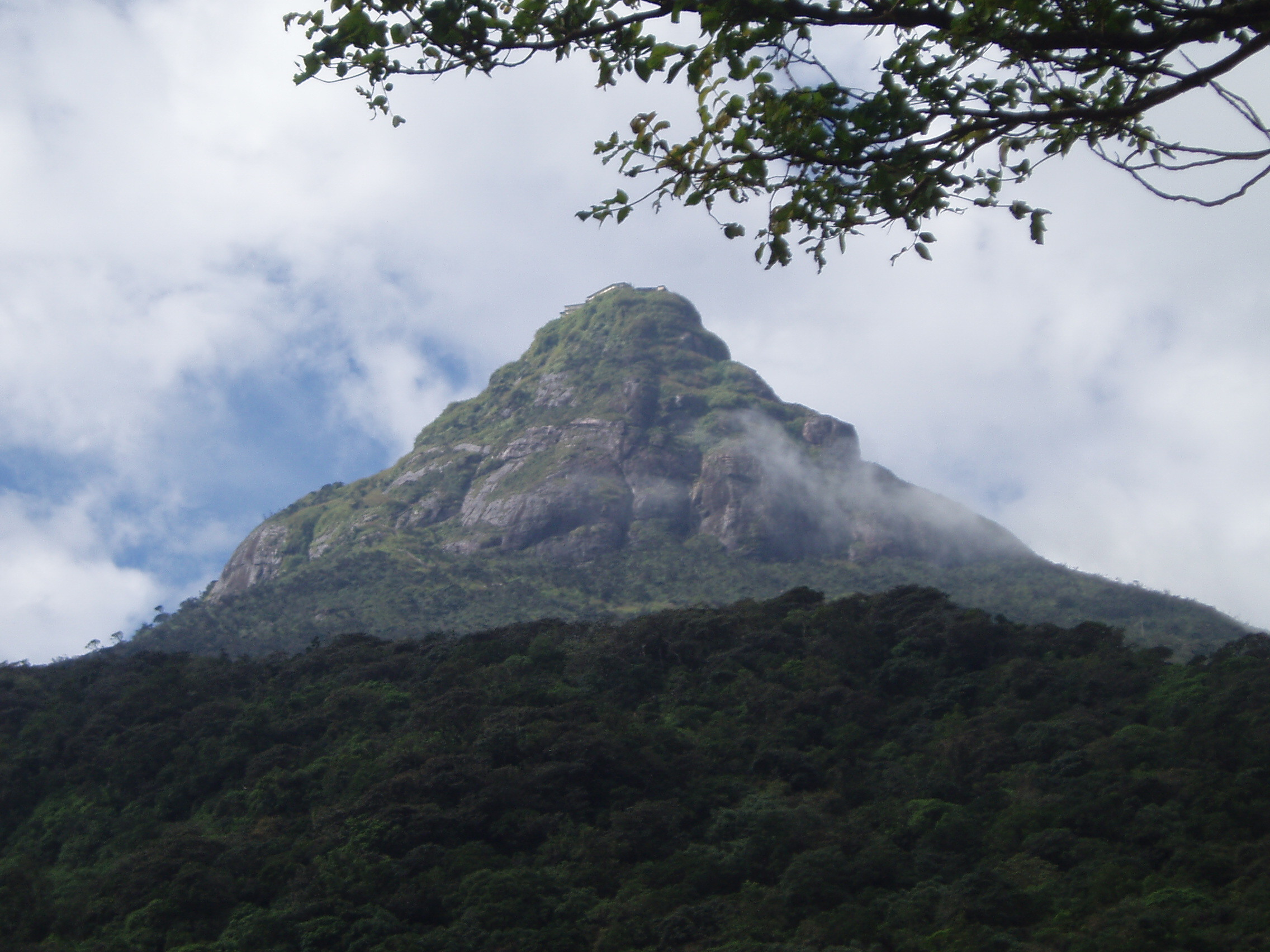
Adam’s Peak, über den Adam aus dem Paradies zur Erde herabgestiegen sein soll

Der Ort, an dem Adam auf der Erde landete, als er aus dem Paradies vertrieben wurde, wird mit Indien bzw. Sarandīb angegeben. Sarandīb ist der alte arabische Name für die Insel Sri Lanka. Später identifizierten die Muslime den Ort, über den Adam auf die Erde hinabgestiegen sein soll, mit dem Adam’s Peak. Der maghrebinische Reisende Ibn Battūta aus dem 14. Jahrhundert schildert in seiner Rihla, wie er auf der Insel Sarandīb diesen Berg bestieg, um den dortigen Fußabdruck Adams zu sehen.
Von Indien bzw. Sarandīb soll Adam auf Befehl Gottes die Reise nach Mekka angetreten haben. Dort errichtete er die Kaaba und vollzog die ʿUmra. Bei der Errichtung der Kaaba verwendete Adam Steine von fünf verschiedenen Bergen: dem Berg Hirā', dem Libanon, dem Berg Dschūdī, dem Ölberg und dem Berg Sinai. Anschließend führte ihn ein Engel nach ʿArafāt, wo er am ʿArafa-Tag Eva wiederfand und vom Engel die Riten des Haddsch beigebracht bekam, die die Menschen bis zum heutigen Tag vollziehen.
Weit verbreitet ist auch die Vorstellung, dass Indiens Fruchtbarkeit und Reichtum an Gewürzen auf Adam zurückgeht. ʿAbdallāh ibn ʿAbbās wird mit der Aussage zitiert: „Als Adam vom Paradies herabstieg, hatte er Gewürzpflanzen (ṭīb) bei sich. Er pflanzte die Bäume Indiens in den Tälern des Landes, ihr Ursprung ist im Paradies. So füllte sich das Land dort mit Gewürzpflanzen. Deshalb holt man die Gewürze aus Indien. Ihr Ursprung ist Adams Duft, sein Duft ist der Duft des Paradieses.“ Der ostiranische Traditionarier al-Chuttalī (st. 896) überliefert die Aussage: „Als Adam das Paradies verließ, hatte er ein Bündel (ḍiġṯ) von abgeschnittenen Zweigen bei sich. Er pflanzte sie in Indien ein. Was man an Gewürzpflanzen in Indien erwähnt, kommt alles von jenem Bündel.“

### Adams Prophetentum
Die Vorstellung von Adams Prophetentum ergab sich aus Sure 3:33 und verschiedenen Überlieferungen wie etwa der Miʿrādsch-Erzählung, in denen Adam in einer Reihe mit anderen vorislamischen Propheten erwähnt wird. Diese Prophetenreihen, in denen Adam erscheint, hatten darauf Einfluss, dass Adam bald selbst als Prophet betrachtet wurde. Bereits al-Hasan al-Basri soll Sure 3:33 in dem Sinne verstanden haben, die die hier genannten Person, worunter auch Adam war, mit dem Prophetentum ausgezeichnet worden waren. Zur Stützung der Vorstellung von Adams Prophetentum wurde auch ein Hadith angeführt, wonach Mohammed seinem Gefährten Abū Dharr al-Ghifārī dieses bestätigt hatte. Als Prophet soll Adam eine eigene Religion gegründet haben, die auch Rechtsvorschriften (šarāʾiʿ) und Pflichten (farāʾiḍ) kannte.

### Nachkommenschaft und Urvertrag
Eva soll Adam zwanzig Mal Zwillinge geboren haben, jeweils einen Jungen und ein Mädchen, außer Seth, den sie als Einzelkind gebar. Die Söhne und Töchter wurden dann jeweils kreuzweise miteinander verheiratet. Adam soll erst gestorben sein, nachdem er 40.000 Kinder und Kindeskinder gesehen hatte.
Von großer Bedeutung für das islamische Bild Adams war auch die Vorstellung von dem Urvertrag (mīṯāq). Sie knüpft an Sure 7:172-3 an, wo davon die Rede ist, dass Gott „aus der Lende der Kinder Adams deren Nachkommenschaft nahm“ und diese bezeugen ließ, dass er ihr Herr sei, damit sie am Tag der Auferstehung nicht sagen könnten, dass sie davon nichts gewusst hätten. Obwohl hier gar nicht von Adam, sondern nur von den Kindern Adams die Rede ist, stellte man sich diesen Vorgang so vor, dass Gott die gesamte Menschheit in Form von präexistenten Wesen „aus dem Rücken Adams“ nahm und sie bezeugen ließ, dass Gott ihr Herr sei. Adam selbst soll bei diesem Vorgang, der unterschiedlich lokalisiert und zeitlich eingeordnet wird, leblos auf dem Boden gelegen haben. Sehr wichtig war dieser „Bund in der Präexistenz“ auch innerhalb der islamischen Diskussionen über die Prädestination. Ein Hadith, der die prädestinatianische Sichtweise stützen sollte und von Mālik ibn Anas in seinem Muwaṭṭaʾ überliefert wird, lässt den Propheten Mohammed sagen:

„Gott schuf Adam. Dann strich er ihm mit der Rechten über den Rücken und holte aus ihm Nachkommen heraus; er sagte: Diese habe ich für das Paradies geschaffen; wie für das Paradies bestimmte werden sie handeln. Dann strich er ihm wieder über den Rücken und holte aus ihm Nachkommen heraus; er sagte: Diese habe ich für das (höllische) Feuer geschaffen; wie für das (höllische) Feuer bestimmte werden sie handeln.“

Durch die Vorstellung, dass sich Adams Nachkommenschaft bereits fertig in seinen Lenden befand, wurde auch eine direkte Verbindung zwischen Adam und Mohammed hergestellt, denn dann musste sich ja auch schon Mohammed in Adams Lenden befunden haben. Mohammeds Präexistenz in Adams Lenden stellte man sich dabei in Form eines Lichtes vor. Verschiedene Überlieferungen berichten, wie dieses Licht im Laufe der Zeit von den Lenden Adams durch die Lenden von Noah und Abraham über die Quraisch bis in die Lenden von Mohammeds Vater wanderte.

### Adams Tod und Begräbnis
Wie in der biblischen Erzählung (1. Mose 5,5 ), wird Adam in der islamischen Tradition ein besonders hohes Alter zugeschrieben. Ursprünglich hätte er 1.000 Jahre alt werden sollen, doch als er erfuhr, dass David nur kurze Zeit leben sollte, schenkte er ihm vierzig Jahre seiner eigenen Lebenszeit, so dass er nur 960 Jahre alt wurde.
Über den Ort der ursprünglichen Grabstätte Adams gab es unterschiedliche Angaben. Eine Überlieferung lokalisierte sie am Berg Abū Qubais in Mekka. Nach einer bekannten Legende, die der christlichen Tradition aus der syrisch-aramäischen Schatzhöhle folgt, brachte Noah bei der Sintflut den Sarg Adams in die Arche und begrub ihn nach dem Ende der Flut in Jerusalem.

## Schiitische Überlieferungen

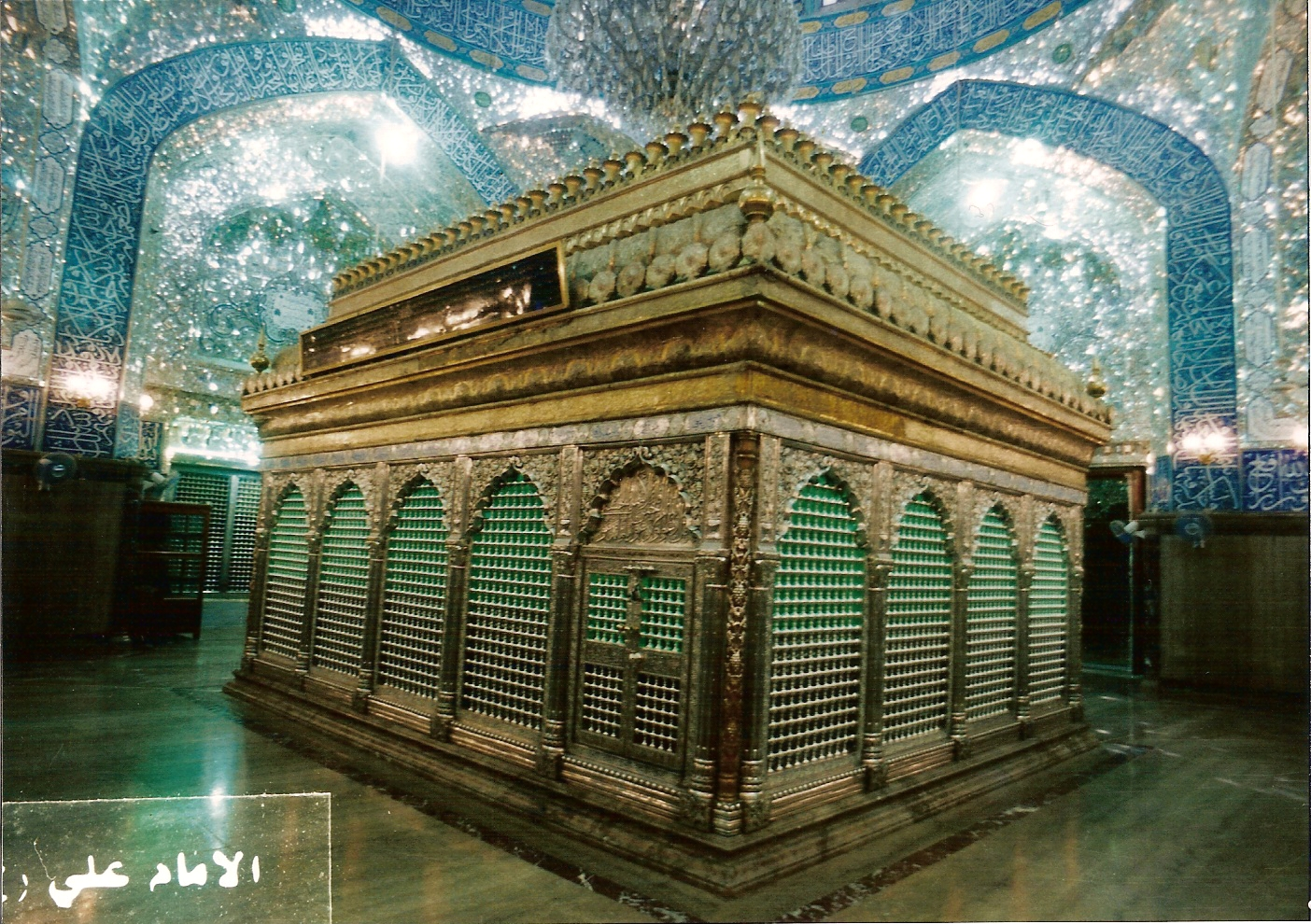
Der Ali-Schrein in Nadschaf, in dem sich nach schiitischer Tradition der Kenotaph Adams befindet

Nach der schiitischen Überlieferung fragte Adam kurz nach seiner Erschaffung Gott, ob er Geschöpfe erschaffen habe, die ihm lieber seien als er selbst. Daraufhin bejahte Gott und erklärte Adam, dass er ihn nur ihretwegen erschaffen habe. Dann ließ er ihm durch die Engel die Schatten seiner Nachkommen Mohammed, ʿAlī ibn Abī Tālib, Fātima bint Muhammad, al-Hasan ibn ʿAlī und al-Husain ibn ʿAlī zeigen, die sich vor dem Gottesthron befanden. Nach dem Sündenfall bat Adam Gott im Namen dieser fünf Personen um Vergebung, woraufhin Gott ihm vergab. Auf diesen Sachverhalt soll das Koranwort in Sure 2:27 Bezug nehmen, wonach Adam von seinem Herrn Worte erhielt, und dieser ihm sich dann wieder gnädig zuwandte. Die fünf genannten Personen bilden zusammengenommen die fünf Leute des Mantels, die bei den Schiiten besonders verehrt werden.
Nach der schiitischen Überlieferung begrub Noah Adam nicht in Jerusalem, sondern in Nadschaf, wo sich auch das Grab von ʿAlī ibn Abī Tālibs befindet. Schon Ibn Battūta berichtete, dass hier in dem Mausoleum ʿAlīs auch die Gräber Adams und Noahs gezeigt wurden.